# آنا دوس فلیکس
آنا دوس فلیکس (پرتغالی: Ana Dulce Félix؛ زادهٔ ۲۳ اکتبر ۱۹۸۲) دونده استقامت زن اهل پرتغال است.
وی در مسابقات کشوری و بین‌المللی در مجموع برندهٔ ۳ مدال طلا، ۱ مدال نقره، ۲ مدال برنز شده‌است.